# The Adorable Cheat
Pour plus de détails, voir Fiche technique et Distribution.
The Adorable Cheat est un film américain réalisé par Burton L. King, sorti en 1928.

## Fiche technique
- Titre : The Adorable Cheat
- Réalisation : Burton L. King
- Assistant-réalisateur : Bernard McEveety
- Scénario : Arthur Hoerl
- Photographie : M.A. Anderson
- Montage : De Leon Anthony
- Producteur : George R. Batcheller
- Société de production : Chesterfield Motion Pictures Corporation
- Société de distribution : Chesterfield Motion Pictures Corporation (États-Unis) | Argosy Film Corporation (Royaume-Uni)
- Pays de production :  États-Unis
- Langue : film muet avec les intertitres en anglais
- Métrage : 1 700 m
- Format : Noir et blanc — 35 mm — 1,33:1 — Muet
- Genre : Comédie dramatique
- Durée : 59 minutes
- Date de sortie : 
  - États-Unis : 15 août 1928

## Distribution
- Lila Lee : Marion Dorsey
- Cornelius Keefe : George Mason
- Burr McIntosh (en) : Cyrus Dorsey
- Reginald Sheffield : Will Dorsey
- Gladden James : Howard Carter
- Harry Allen : 'Dad' Mason
- Alice Knowland (en) : Mme Mason
- Virginia Lee : Roberta Arnold
- Rolfe Sedan : l'invité jouant aux cartes
- F.F. Guenste : Judson